# 6670 Wallach
6670 Wallach eller 1994 LL1 är en asteroid i huvudbältet som upptäcktes den 4 juni 1994 av de båda amerikanska astronomerna Carolyn S. Shoemaker och David H. Levy vid Palomar-observatoriet. Den är uppkallad efter Annette och Leonard Wallach.
Asteroiden har en diameter på ungefär 8 kilometer.